# Pi-binding
Pi-binding (π-binding) betegner en kovalent (dobbelt) kemisk binding, som forekommer i bl.a. alkener.
Den svage pi-binding dannes vinkelret på molekylet; dvs. at at pi-bindingen findes over og under den flade plan, som den stærke sigma-binding og atomkerner danner.
Pi-binding opstår, hvor der dannes dobblet-bindinger eller trippelbindinger. Når der dannes en binding, dannes der også en anti-binding.
De svage pi-bindinger står vinkelret på de plastikstykker, som man kan sammensætte plastikkugler med i et molekylebyggesæt.

## Reference
1. ↑  pi-binding på lex.dk
2. ↑  https://scitech.au.dk/fileadmin/nanotubes.pdf
3. ↑  Sigma and Pi Bonds | Brilliant Math & Science Wiki
4. ↑  "Arkiveret kopi" (PDF). Arkiveret fra originalen (PDF) 1. oktober 2020. Hentet 2. juni 2020.
5. 1 2  https://rucforsk.ruc.dk/ws/portalfiles/portal/63659923/Udviklingen_af_John_Daltons_Atomteori.pdf
6. ↑  Japanere finder ny type superleder | Ingeniøren
7. ↑  https://www.nucleus.dk/files/docs/Faktisk/Ekstramateriale-molekylemodeller_v1.pdf

| Kemi | Spire Denne artikel om kemi er en spire som bør udbygges. Du er velkommen til at hjælpe Wikipedia ved at udvide den. |